# Выдричи
Выдричи́ (укр. Видричі) — село в Камень-Каширской городской общине Камень-Каширского района Волынской области Украины.
Население по переписи 2001 года составляет 701 человек. Почтовый индекс — 44516. Телефонный код — 3357. Занимает площадь 2,947 км².